# Andrzej Sobczak (1946–2011)
Andrzej Sobczak (ur. 25 września 1946 w Poznaniu, zm. 31 maja 2011 tamże) – polski autor i wykonawca kabaretowy, autor tekstów piosenek, felietonista, autor audycji radiowych i telewizyjnych, a także autor bajek. 

## Życiorys
Twórca używał czasem pseudonimów Andrzej Neto i A. Konto. Pisał także w spółce autorskiej z Andrzejem Kosmalą jako Adam Jarek.
W sierpniu 2010 wykryto u niego złośliwy nowotwór płuc. Zmarł 31 maja 2011.
Został pochowany na Cmentarzu Junikowo w Poznaniu. W 2018 jego imieniem nazwano ulicę na poznańskich Ratajach.

## Twórczość

### Teksty piosenek (wybór)
- „Daj mi tę noc” (muz. Sławomir Sokołowski) – Bolter
- „Dorosłe dzieci” (muz. Wojciech Hoffmann) – Turbo
- „Hi-fi” (muz. Wojciech Trzciński) – Banda i Wanda
- „Hymn Lecha” (muz. na podstawie „Yellow Submarine” autorstwa J. Lennona / P. McCartneya) – kibice Lecha Poznań
- „Jak na lotni” (muz. Waldemar Świergiel) – Andrzej Zaucha
- „Może dobrze życie znam” (muz. Aleksander Maliszewski) - Halina Frąckowiak
- „Nie było ciebie tyle lat” (muz. Ryszard Kniat) – Krystyna Giżowska
- „Przeżyj to sam” (muz. Grzegorz Stróżniak) – Lombard
- „Smak ciszy” (muz. Wojciech Hoffmann) – Turbo
- „Szalala zabawa trwa” (muz. Urszula Sipińska) – Urszula Sipińska
- „Tylko jeden dom" („Casablanca", muz. Andrzej Mikołajczak) - Danuta Mizgalska
- „W białej ciszy powiek” (muz. Janusz Piątkowski) – Bogusław Mec

### W spółce autorskiej zAndrzejem Kosmaląjako Adam Jarek
- „Ostatni raz zatańczysz ze mną” (muz. Sławomir Sokołowski) – Krzysztof Krawczyk
- „Przeżyłam z tobą tyle lat” (muz. Waldemar Parzyński) – Krystyna Giżowska
- „To jest po prostu rock and roll” (muz. Aleksander Maliszewski) – Krzysztof Krawczyk
- „Za tobą pójdę jak na bal” (muz. Aleksander Maliszewski) – Krzysztof Krawczyk